# أنتوني موريس (سياسي)
أنتوني موريس (بالإنجليزية: Anthony Morris)‏ هو سياسي أمريكي، ولد في 1 مارس 1682، وتوفي في 23 سبتمبر 1763.